# Katharina Moriggi

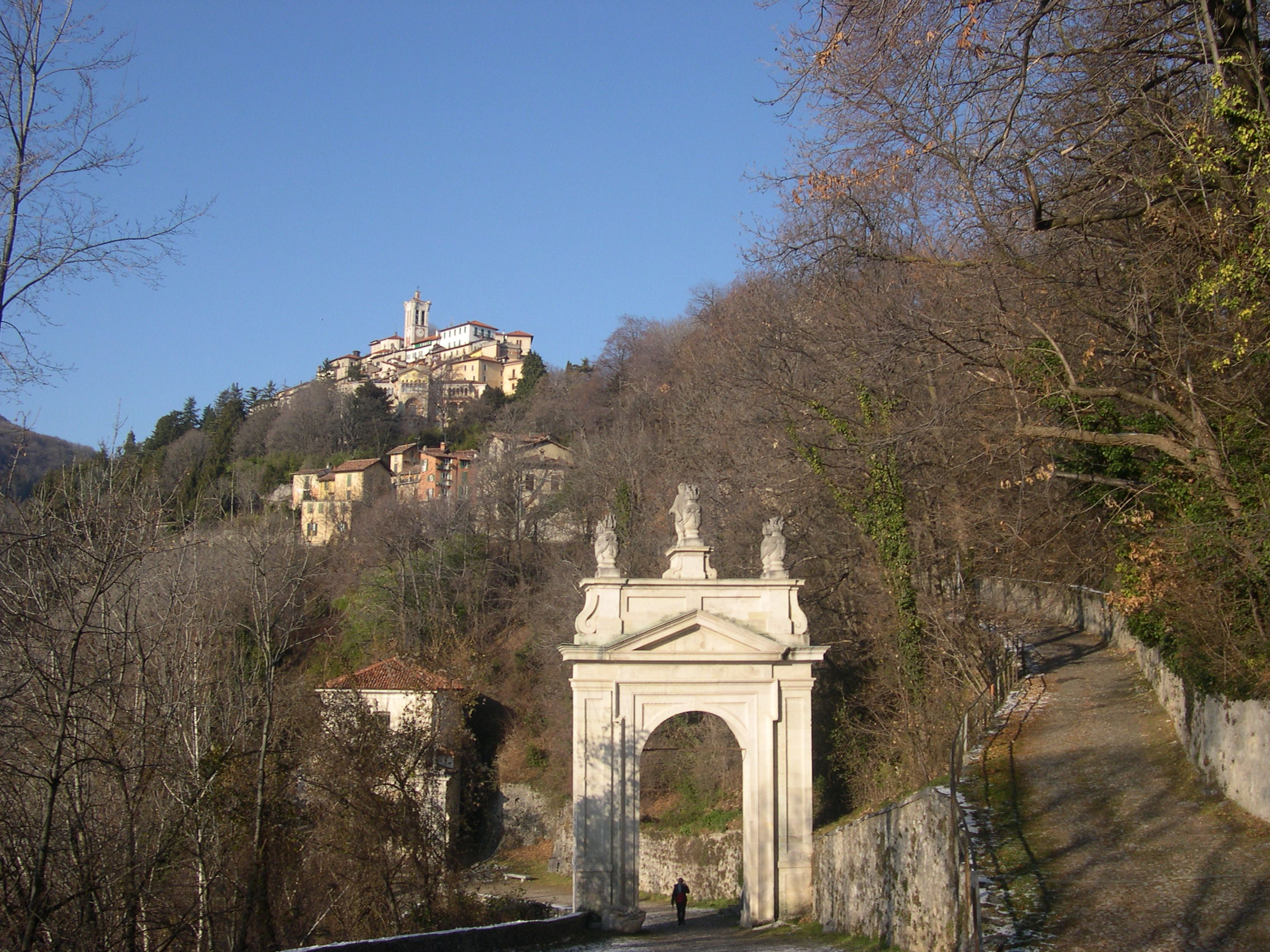
Sacro Monte de Varese mit dem Eremitenkloster St. Ambrosius

Katharina Moriggi (* 1437 in Pallanza, Italien; † 6. April 1478 in Sacro Monte di Varese, Italien) war eine katholische Eremitin, die nach den Augustinusregeln lebte, sie war eine Mystikerin und Ordensgründerin. Sie wurde 1769 seliggesprochen, ihr kirchlicher Gedenktag ist der 6. April.

## Leben
Schon von Kindesbeinen an hatte die junge Katharina asketisches Leben praktiziert, sie wurde dabei vom Franziskaner Alberto Sarteano inspiriert und hatte enge Beziehungen zum Franziskanerkloster in Mailand. Ihre Eltern fielen der großen Pestepidemie von Mailand zum Opfer. Gerade einmal 14 Jahre alt, entschloss sich das Mädchen in eine Einsiedlerhöhle auf dem Heiligen Berg bei Varese einzuziehen. Ihr schlossen sich vier weitere Frauen an, die bald eine stabile Gruppe bildeten. 
Katharina lebte über 15 Jahre in einer Erimitengrotte, sie war streng und hart gegen sich selbst und lebte in asketischen Verhältnissen. Dazu gehörte, dass sie mitunter über Monate durchgehend fastete. Sie aß nur die Lebensmittel, die ihr gespendet wurden. Ihr Platz entwickelte sich zu einer Sammelstelle von Ratsuchenden.
Mit der Fürsprache des Herzogs von Mailand Galeazzo Maria Sforza erteilte Papst Sixtus IV. (1471–1484) am 10. November 1474 die Genehmigung zum Bau eines Klosters nach den Wünschen Katharinas. Die Einsiedlerinnen sollten nach dem Willen des Papstes mit einem schwarzen Schleier, wie ihn die Klarissen trugen, bekleidet sein. Am 28. September 1475 konnte die klösterliche Einsiedelei bezogen werden. Der offizielle Beginn des Klosterlebens begann am 10. August 1476 mit der Ableistung des Ordensgelübdes und dem Anlegen des Habits. Zur ersten Äbtissin der Ambrosiusschwestern wurde Katharina gewählt, dieses Amt hatte sie bis zu ihrem Tod am 6. April 1478 inne.

## Seligsprechung

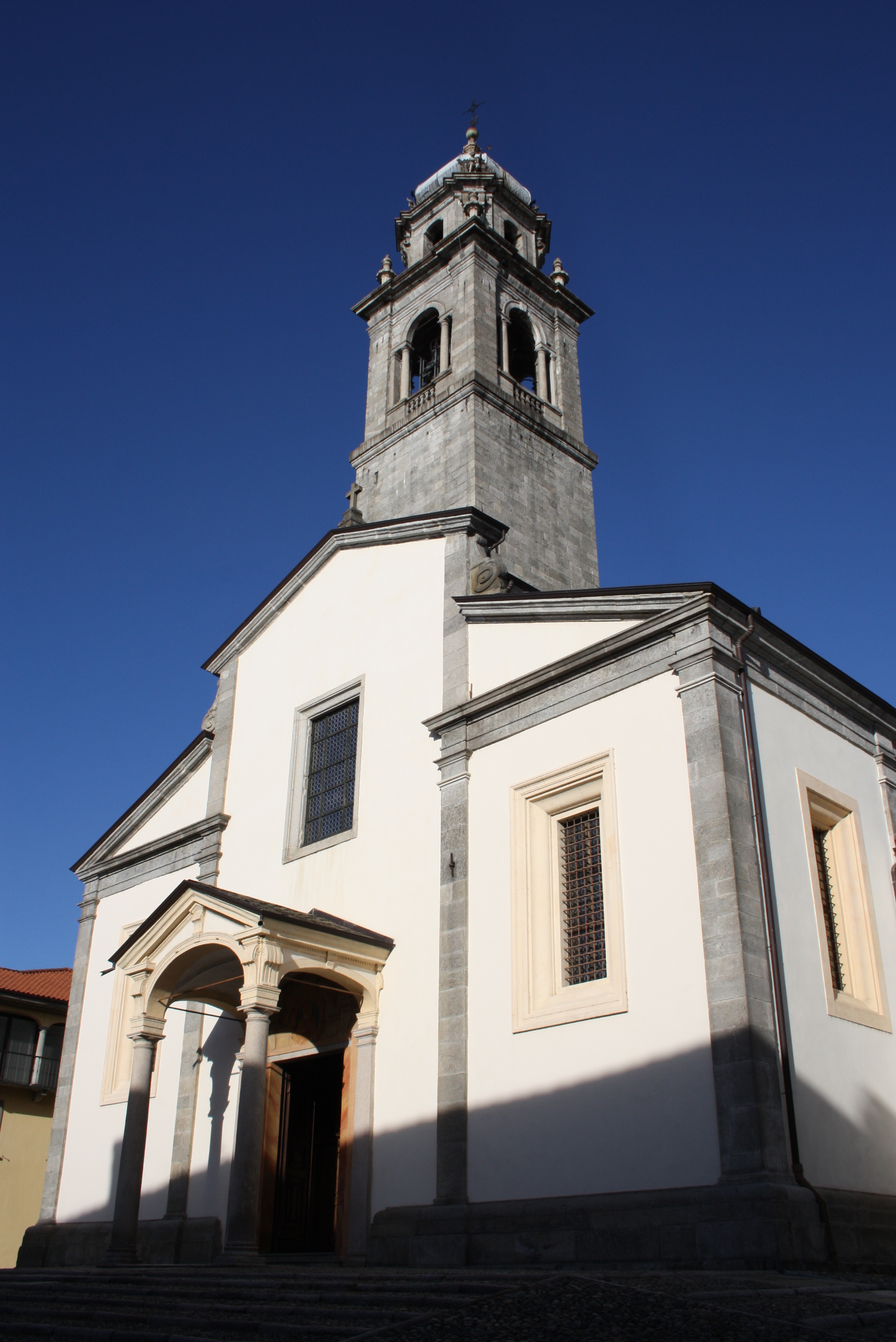
San Leonardo in Pallanza

Am Pfingstfest des Jahres 1729 bestätigte der Erzbischof von Mailand die Verehrung der Ordensgründerin und ihrer treuen Begleiterin Juliana Puricelli. Die Gebeine wurden erhoben und ihn einem Reliquienschrein umgebettet. Ihnen zu Ehren wurde eine Kapelle errichtet. Am 12. September 1769 sprach sich die Kongregation für die Riten zur Seligsprechung von Katharina und ihrer Nachfolgerin Juliana Puricelli aus, Papst Clemens XIV. (1796–1774) bestätigte am 16. September 1769 die Beatifikationen.

## Verehrung
In der Kapelle der Kirche San Leonardo in Pallanza wurde zu Ehren Katharinas, von einem örtlichen Handwerker, eine Statue errichtet. Dies entwickelte sich zu einem Ort der Verehrung für die selige Katharina. Benedetta da Bimia (Biumo) war eine treue Begleiterin, Nachfolgerin als 3. Äbtissin und spätere Biographin von Katharine und Juliana Puricelli.